# Championnat de Hong Kong de football 1980-1981
Navigation
Saison précédente Saison suivante
La saison 1980-1981 du Championnat de Hong Kong de football est la trente-sixième édition de la première division à Hong Kong, la First Division League. Elle regroupe, sous forme d'une poule unique, les onze meilleures équipes du pays qui se rencontrent deux fois, à domicile et à l'extérieur. En fin de saison, les deux derniers du classement sont relégués et remplacés par les deux meilleurs clubs de Second Division League, la deuxième division hongkongaise.
C'est le club de Seiko SA, double tenant du titre, qui remporte à nouveau le championnat cette saison après avoir terminé en tête du classement final, avec deux points d'avance sur South China AA et cinq sur South China AA. C'est le cinquième titre de champion de Hong Kong de l'histoire du club.
Le retrait volontaire de Yuen Long SA, en fin de saison dernière, n'est pas remplacé. Il n'y a donc que onze clubs engagés en championnat cette saison.

## Clubs participants
- Seiko SA
- Bulova FC
- Hong Kong Police FC - Promu de D2
- South China AA
- Eastern AA
- Happy Valley AA
- Tung Sing FC
- Hong Kong FC
- Tsuen Wan FC - Promu de D2
- Sea Bee FC
- Caroline Hill FC

## Compétition
Le barème de points servant à établir les classements se décompose ainsi :
- Victoire : 2 points
- Match nul : 1 point
- Défaite : 0 point

### Classement
| Rang | Équipe               | Pts | J  | G  | N | P  | Bp | Bc | Diff |
| ---- | -------------------- | --- | -- | -- | - | -- | -- | -- | ---- |
| 1    | Seiko SAT            | 31  | 20 | 13 | 5 | 2  | 46 | 12 | +34  |
| 2    | South China AA       | 29  | 20 | 11 | 7 | 2  | 38 | 16 | +22  |
| 3    | Happy Valley AA      | 26  | 20 | 11 | 4 | 5  | 31 | 18 | +13  |
| 4    | Sea Bee FC           | 25  | 20 | 10 | 5 | 5  | 39 | 22 | +17  |
| 5    | Bulova FCC           | 25  | 20 | 11 | 3 | 6  | 41 | 25 | +16  |
| 6    | Eastern AA           | 23  | 20 | 9  | 5 | 6  | 30 | 22 | +8   |
| 7    | Caroline Hill FC     | 19  | 20 | 7  | 5 | 8  | 21 | 25 | -4   |
| 8    | Tsuen Wan FCP        | 17  | 20 | 4  | 9 | 7  | 18 | 27 | -9   |
| 9    | Tung Sing FC         | 16  | 20 | 6  | 4 | 10 | 24 | 32 | -8   |
| 10   | Hong Kong Police FCP | 8   | 20 | 2  | 4 | 14 | 17 | 49 | -32  |
| 11   | Hong Kong FC         | 1   | 20 | 0  | 1 | 19 | 7  | 64 | -57  |

|  | Champion de Hong Kong 1981                                                 |
|  | Relégation directe en deuxième division                                    |
|  | T : Tenant du titre C : Vainqueur de la Coupe de Hong Kong P : Promu de D2 |

## Bilan de la saison
| Championnat de Hong Kong de football 1980-1981 |                     |
| Champion                                       | Seiko SA (5e titre) |
| Coupes et trophées                             |                     |
| Vainqueur de la Coupe de Hong Kong 1980-1981   | Bulova FC           |
| Promotions et relégations                      |                     |
| Promus en First Division League                | Hong Kong Rangers   |
| Promus en First Division League                | Po Chai Pills FC    |
| Relégués en Second Division League             | Hong Kong Police FC |
| Relégués en Second Division League             | Hong Kong FC        |